# U Should’ve Known Better
A U Should’ve Known Better Monica amerikai énekesnő harmadik, utolsó kislemeze negyedik, After the Storm című stúdióalbumáról. Egyike volt annak az öt dalnak, ami az énekesnő előző, csak Japánban megjelent albumáról, az All Eyez on Me-ről átkerült az új albumra. A U Should’ve Known Better, ami öt év óta az első lassú szám volt, amit Monica megjelentetett kislemezként, a 19. helyig jutott az amerikai Billboard Hot 100 slágerlistán és a 6. helyig a Hot R&B/Hip-Hop Singles & Trackson, ezzel az album második legsikeresebb kislemeze lett.
Miután az előző kislemez, a Knock Knock nem aratott nagy sikert, kétséges volt, a J Records megjelentet-e még kislemezt az After the Stormról. Monica több interjúban is kijelentette, hogy várja már, hogy megjelenjen DMX-szel közös duettje, a Don’t Gotta Go Home, mint az album utolsó kislemeze, és videóklipet is terveztek hozzá, végül azonban a dal nem jelent meg kislemezen. Fél évvel ezután bejelentették, hogy a U Should’ve Known Better lesz az album utolsó kislemeze.

## Fogadtatása
A U Should’ve Known Better a Billboard Hot R&B/Hip-Hop Singles & Tracks slágerlista 72. helyén nyitott 2004. április 3-án, de a Billboard Hot 100-ra csak három hónappal később került fel, június 6-án. Itt a 67. helyen nyitott, az azon a héten debütáló kislemezek közül a második legsikeresebbként. A dal húsz hétig maradt a listán, legmagasabb helyezését, a 19-et a kilencedik héten érte el. Ezzel az album második legsikeresebb kislemeze lett.
Bár CD-n nem jelent meg kereskedelmi forgalomban, a Billboard többi slágerlistáján is sikeres lett. A Hot R&B/Hip-Hop Singles & Tracks listán a 6. lett (Monica tizedik top 10 dala ezen a listán), a Hot R&B/Hip-Hop Airplay listán a top 10-be a Hot 100 Airplayen a top 20-ba került. A Rhythmic Top 40 listán a 20. helyet érte el. Az év végi, Top Hot 100 Hits of 2004 listán a 72. helyre sorolták.

## Videóklip és remixek
A U Should’ve Known Better videóklipjét Benny Boom rendezte, producere Joyce Washington volt. Mexikói helyszíneken forgatták 2004 áprilisában, és Young Buck rapper alakítja benne Monica partnerét, akit Monica meglátogat a börtönben, hogy kiszabadítsa. A klip világpremierje 2004 májusában volt a BET zenecsatorna Access Granted című műsorának végén. A különféle videóklipslágerlistákon, köztük a BET 106 & Parkján és az MTV TRL-jén jól szerepelt.

## Számlista
CD kislemez (USA; promó)
1. U Should’ve Known Better (Radio Edit) – 4:17
2. U Should’ve Known Better (Radio Edit without Guitar) – 4:17
3. U Should’ve Known Better (Instrumental) – 4:45
4. U Should’ve Known Better (Call out hook) – 0:10

7" kislemez
1. U Should’ve Known Better (Extended Version) – 4:34
2. U Should’ve Known Better (DIO Club Mix) – 7:11
3. U Should’ve Known Better (DIO Radio Mix) – 3:58
4. U Should’ve Known Better (Bass/Fonseca Mixshow) – 5:39
5. U Should’ve Known Better (Gomi & Escape Remix) – 3:41

12" maxi kislemez (USA; promó)
1. U Should’ve Known Better (DIO Club Mix) – 7:11
2. U Should’ve Known Better (DIO Radio Mix) – 3:58
3. U Should’ve Known Better (Bass/Fonseca Mixshow) – 5:39
4. U Should’ve Known Better (Bass/Fonseca Instrumental) – 3:42
5. U Should’ve Known Better (Bass/Fonseca Radio) – 3:41

## Helyezések
| Slágerlista (2004)                             | Legmagasabb helyezés |
| ---------------------------------------------- | -------------------- |
| USA Billboard Hot 100                          | 19                   |
| USA Billboard Hot 100 Airplay                  | 18                   |
| USA Billboard Hot R&B/Hip-Hop Airplay          | 6                    |
| USA Billboard Hot R&B/Hip-Hop Singles & Tracks | 6                    |
| USA Billboard Rhythmic Top 40                  | 20                   |